# مارينا غارسيس
مارينا غارسيس (بالإسبانية: Marina Garcés)‏ هي كاتِبة وبروفيسورة وفيلسوفة إسبانية، ولدت في 30 مايو 1973 في برشلونة في إسبانيا.

## وصلات خارجية
- الموقع الرسمي